# 三宅幸子
三宅 幸子（みやけ さちこ）は、東京都出身の医師、医学者。順天堂大学医学部免疫学講座教授。専門分野は、多発性硬化症や膠原病などの自己免疫疾患の病態と治療法開発。日本内科学会総合内科専門医。

## 略歴
- フェリス女学院高等学校卒業
- 1987年 東京医科歯科大学医学部卒業[1]、順天堂大学医学部附属順天堂医院内科研修医[1]
- 1990年 順天堂大学膠原病内科入局[1]
- 1994年 順天堂大学大学院医学研究科博士課程修了[1]
- 1995-99年 米国ハーバード大学ブリガム女性病院（Harvard Medical School, Brigham and Women's Hospital）博士研究員 指導研究員[1]
- 1999年 国立精神・神経医療研究センター神経研究所 免疫研究部 室長[1]
- 2013年 順天堂大学医学部免疫学講座教授[1]

上記のほか、日本臨床免疫学会理事、日本神経免疫学会理事、日本免疫学会評議員、日本リウマチ学会評議員を務める。

## 人物
- 膠原病の一種である全身性エリテマトーデスに罹患していた知人をなんとか救いたいという思いから、研究者の道へ進んだ[1]。
- プロジェクトリーダーとして研究室を運営する自身の役割を、「零細企業の社長」と評している[1]。リサーチャーとしては基礎研究が好みだという[1]。

## 出版
- 『からだを守る免疫のふしぎ』日本免疫学会編 羊土社、 2008年、ISBN 978-4758107259

- 【#STAYHOMEのすすめ】『免疫学・三宅幸子教授が教える「免疫力を維持する3つのポイント」』 スポーツナビ、2020年4月[2]
- 『わかる！身につく！健康力 暮らしの中で免疫力アップ』（へるすあっぷ21 No.430 P.50-57） 法研、2020年8月号